# 肥东县
肥东县位于中国安徽省中部、滁河上游，是合肥市下辖的一个县。縣人民政府駐店埠鎮龍泉路8號。区域总面积为2,205.92 平方公里。

## 历史
肥东历史悠久，从已查明的古村落遗址看，早在新石器时期就有人类在此劳作生息。
- 夏商时，本地为淮夷之地。
- 秦始皇二十六年（公元前221年），废分封，立郡县，肥东地区属九江郡。
- 汉武帝时，肥东大部分地区为浚遒县境，县治在今石塘镇境内龙城集。
- 三国时期浚遒属魏扬州淮南郡，后期撤浚遒。
- 西晋武帝太康元年（280年），恢复浚遒县，改“浚”为“逡”，仍属扬州淮南郡。
- 南朝宋武帝年间废逡遒。永初三年（422年），将颖上西北的慎县侨置于原逡遒境，县治在今梁园，属南豫州南汝阴郡。
- 南宋绍兴三十二年（1162年），因避孝宗皇帝赵昚讳，慎县改为梁县。
- 明洪武初年，梁县并入合肥县，属中书省直隶庐州府，合肥为府治。洪武十三年（1381年），合肥县改属六部直隶庐州府。
- 中华民国元年（1912年），废庐州府，合肥县直属安徽省。27年（1938年）5月，日军侵占合肥县城，县政府撤至大潜山北麓鸽子笼圩子（今肥西县铭传乡），在梁园设肥东办事处，辖今肥东县的全境。
- 1949年1月21日，合肥县城被解放军华东野战军先遣纵队接管。其后，解放军陆续占领周边地区。中国共产党在1月、2月间，相继成立合肥市、肥西县、寿（县）合（肥）县、三河县、肥东县等地方党政军机构。合肥县由此分为合肥市、肥东县、肥西县。中共肥东县委、县政府和县总队即是在此期间成立[2]。2月3日，建立肥东县人民政府。即日后，称肥东县在“1949年2月3日建县[3]”。因本县位于合肥县之东，故名肥东。属江淮解放区第五行政区。
- 中华人民共和国成立后，肥东县先后属皖北行政区巢湖、滁县专区。1952年，重设安徽省。肥东县分属滁县专区和蚌埠专区及合肥市。1961年4月后，又先后属滁县和巢湖专区。1983年7月，复归合肥市管辖。

## 人口
根据(安徽省)合肥市第七次全国人口普查公报显示：肥东县常住人口为884792人，男性占比52.5%，女性占比47.5%，年龄结构中0-14岁占比15.46%，15-59岁占比63.5%，60岁以上占比21.04%，65岁以上占比17.65%。

## 地理

### 区位
肥东县地理坐标介东经117°19′—117°52′与北纬31°34′—32°16′之间，地处江淮之间华东丘陵地带地区，居皖中腹地，位于安徽省省会合肥市的东大门，东望南京，南滨巢湖，史称“吴楚要冲，包公故里”。

### 地貌
肥东县的地貌呈丘陵岗地、低山残丘、河湖低洼平原三种。境内丘陵、岗地、平原分别占全县土地总面积的14%、48%、38%，东部和北部主要为低山丘陵和丘陵岗地区，以耕地、林地为主；中部和南部为波状平原和滨湖平原区，以耕地、水域为主。浮槎山为最高峰，海拔418.1米。江淮分水岭从西往东横贯中北部，将全县分为淮河和长江两大流域，县域地形复杂，北宽南窄，呈倒三角形状。
- 东部低山丘陵区：本区为大别山东缘余脉，沿着撮镇、店埠、石塘、古河四镇东部边缘至滁州市边境，呈带状，面积352平方公里。峰脊走向为北北东，由元古界、中新生界及岩浆岩组成，一般高100-350米，最高418.1米；相对高度50-300米。其中100米以上的山丘，丘体比较完整，脊线有一定方向，流水切割以线状冲刷为主；100米以下的山丘，一般脊线无有一定方向，切割比较破碎，以片状冲刷为主。低山丘陵区，一是坡度比较缓，小于15-20度，崖壁较少，丘顶多浑圆。二是多种岩系，既有花岗岩，也有石灰岩、砂岩，还有大量花岗片麻岩、云母岩、千枚岩等；所形成的土壤多粗骨性，含砾石。三是土壤砂性大，土层浅；大部分山体主体岩性为花岗岩、片麻岩类，所形成的土壤砂性大砂性大、松散，容易被洪水冲刷，因此土层厚度大多不超过10厘米，其下为风化岩石层。

- 北部丘陵岗丘区：本区东起滁州市边境，西至长丰县界，南到滁河，北至池河，面积1024平方公里。隆起的江淮分水岭向东北延伸；微倾斜的岗地和冲坳相间的地貌，呈带状展布，江淮分水岭为高岗，高70-80米，远离分水岭为低岗，高50-60米；岗顶宽缓，坡度为3-5度，冲坳开阔，向河流方向倾斜。

境内河渠交错，主要河流有南淝河、店埠河、滁河、池河。大别山余脉逶迤东南，主要有四顶山、白马山，青阳山、龙泉山、浮槎山、棋盘山、凤凰山、岱山等。

### 气候
肥东县属北亚热带季风性气候，总的特点是“气候温和，四季分明，雨量适中，光照充足”。适宜多种农作物生长，主要种植水稻、小麦、油菜、棉花、花生、大豆、山芋、蚕豆等。雨量虽适中，但分配不均，一般春多阴雨，夏雨集中，秋少冬干，年均降水量960毫升,年平均气温在15℃，平均无霜期235天。

## 行政区划
肥东县下辖12个镇、5个乡、1个民族乡：
店埠镇、撮镇镇、梁园镇、桥头集镇、长临河镇、石塘镇、古城镇、八斗镇、元疃镇、白龙镇、包公镇、陈集镇、众兴乡、张集乡、马湖乡、响导乡、杨店乡、牌坊回族满族乡、肥东经济开发区和合肥循环经济示范园。

## 交通
铁路
- 淮南铁路、合宁（合武）高铁纵贯东西，“和谐号”动车组经肥东站停靠；
- 京福高铁跨越肥东南部乡镇，并在长临河设有长临河站。
- 商杭客运专线：肥东站

公路
合宁高速公路、合芜高速公路、合徐高速公路、合六高速公路和省级平安大道合相路贯穿全境，高速公路总里程居全省第一位。
- 312国道过境。

水运
长江水运经巢湖直达肥东，店埠三级航道工程动工建设，肥东通江达海优势凸现。

## 旅游
肥东风光秀丽，景观众多。
- 巢湖
- 浮槎山
- 岱山湖
- 包氏宗祠
- 李鸿章家族遗存、曹植墓、太平天国驻军旧址、六家畈古民居
- 瑶岗渡江战役总前委旧址纪念馆、青龙储老圩新四军第四支队东进抗日纪念馆等

## 特色小吃
- 石塘驴巴
- 撮镇公和堂狮子头
- 梁园小鳖
- 泥鳅挂面